# Ioan Popa (general)
Ioan Popa este un general român.
Generalul de brigadă Ioan Popa a îndeplinit funcția de comandant al Armatei 1 (18 octombrie 1995 - 1 mai 1997).